# シウマ
シウマ（1978年6月13日 - ）は、日本の男性占い師、YouTuber、作家。SDM所属。
沖縄県沖縄市出身。沖縄の風土で育まれた「琉球風水」と、姓名判断を元に編み出したオリジナル占術「数意学」により、 延べ5万人余りを鑑定した実績を持つ。

## 略歴
沖縄県立 沖縄水産高等学校の野球部員として、春のセンバツに出場。
名桜大学卒。風水師の母の影響で、名桜大学時代から姓名判断や九星気学などを研究。
2020年の春からバラエティ番組『突然ですが占ってもいいですか?』に出演。
2021年の読売テレビドラマ『アンラッキーガール!』で琉球風水監督。Huluオリジナルストーリー『開運!アンラッキーガール!』に出演。

## 占った有名人
五十音順・ABC順
- 稲垣吾郎[6]
- 今田耕司[7]
- 岩田剛典[8]
- くっきー![9]

## 著書
- 東京パワースポット―あなたの夢が叶う場所―（2008年6月19日、ワニブックス、ISBN 978-4847017810）　※「四午」名義
- 数と色で幸運を招く乙女のアクセサリー風水（2009年3月、学研プラス、ISBN 978-4054040977）
- 数字の暗号―Number Code―（2009年9月18日、講談社、ISBN 978-4062149679）
- 31DAYS占い☆☆☆ 生まれた日づけでわかる! あなたの本当の姿と未来の可能性（2010年3月25日、主婦の友社、ISBN 978-4072714959）
- 「数字」の開運力 身近な数字の力を使いこなして運を引き寄せる方法（2010年7月29日、マガジンハウス、ISBN 978-4838721344）
- 31日占い（2014年2月26日、主婦の友社、ISBN 978-4072943496）
- スマホ暗証番号を「8376」にした時から運命は変わる!（2015年8月21日、主婦と生活社、ISBN 978-4391147438）
- コミュ力が上がる 最新31日占い（2017年7月12日、主婦の友社、ISBN 978-4074253890）